# Soledad Rosas
María Soledad Rosas (Buenos Aires, 23 de mayo de 1974-Bene Vagienna, 11 de julio de 1998) fue una activista argentina que fue acusada de ecoterrorismo en Italia. Poco después de llegar a Turín en 1997, se involucró en el movimiento okupa, alojándose en un centro social okupado llamado Asilo. Se enamoró, asistió a manifestaciones y vivió como okupa. En marzo de 1998 fue arrestada por la policía italiana junto con su novio Edoardo Massari y Silvano Pelissero. Fueron acusados de estar afiliados a una organización llamada Lupi Grigi (Lobos Grises) que, según las autoridades, había estado saboteando las obras de construcción de un tren de alta velocidad. Los activistas mantuvieron su inocencia pero fueron tildados de ecoterroristas en los medios de comunicación. Massari se ahorcó en su celda ese mismo mes. Rosas fue puesta en arresto domiciliario y se ahorcó el 11 de julio de 1998.
La muerte de Rosas catalizó manifestaciones de la comunidad anarquista en Italia. Su historia fue contada en el libro de Martín Caparrós de 2003 Amor y anarquía, la vida urgente de Soledad Rosas. La película de 2018 Soledad de Agustina Macri también trata sobre Rosas.

## Primeros años y educación
María Soledad Rosas nació el 23 de mayo de 1974 en Buenos Aires, Argentina. Era la segunda de dos hijas de Marta Rey de Rosas y Luis Rosas, descendiente de Juan Manuel de Rosas. Asistió a la escuela Río de la Plata en Barrio Norte y montó a caballo en la finca de su familia en Pilar. Obtuvo ingresos como paseadora de perros mientras estaba en la escuela. Asistió a la Universidad de Belgrano, obteniendo una licenciatura en administración hotelera. Hablaba cinco idiomas y era apolítica. Después de su graduación, sus padres le compraron un boleto de ida y vuelta a Europa.

## Viaje a italia
Rosas llegó a Italia en julio de 1997. Viajó con su amiga Silvia Gramático por todo el país, llegando a Turín a los pocos días. Buscando un lugar para dormir, encontraron un centro social okupado que los dirigió al okupado Asilo. Rosas estaba fascinada con el estilo de vida de los okupas y se sumergió en su comunidad, adoptando una dieta vegetariana. Más tarde, en otoño, comenzó una relación con el anarquista italiano Edoardo «Baleno» Massari. Se casó con el también anarquista Luca Bruno para obtener la ciudadanía italiana. Rosas y Massari se unieron a Silvano Pelissero para asistir a las protestas No TAV contra el desarrollo de un proyecto ferroviario de alta velocidad en los Alpes. En octubre los tres lideraron la ocupación de una nueva casa okupa, en un edificio que antes servía de depósito de cadáveres en el hospital psiquiátrico abandonado de Collegno, en las afueras de Turín. La operación fue grabada por las fuerzas policiales italianas que habían colocado un dispositivo de escucha en un automóvil perteneciente a Massari.
Rosas y Massari se unieron a sus amigos en España durante las últimas dos semanas de 1997.

## Arresto, detención y muerte
Un tramo de la red ferroviaria de alta velocidad Treno Alta Velocità entre Turín y Lyon atraviesa el valle de Susa en los Alpes italianos. Desde 1996, la construcción del ferrocarril ha encontrado oposición, desde protestas hasta acción directa, con múltiples incidentes de sabotaje de infraestructura. Dieciséis incidentes de sabotaje tuvieron lugar a principios de 1998.
En una redada el 5 de marzo de 1998, Rosas, Massari y Pelissero fueron detenidos por la policía de la Divisione Investigazioni Generali e Operazioni Speciali. Fueron acusados de ecoterrorismo y acusados de estar involucrados con una organización paramilitar llamada Luppi Griggi (Lobos Grises). Rosas fue llevado a una prisión de alta seguridad.
El 28 de marzo, Massari se ahorcó con la sábana de su celda. Después de que Rosas se enterara de su muerte, inició una huelga de hambre, y envió un mensaje a sus amigos:

«Compañeros y compañeras: la rabia me domina en este momento. Siempre he pensado que cada uno es responsable por sus actos, pero esta vez hay culpables (...) aquellos que mataron a Edo: el Estado, los jueces, los abogados, la prensa, el TAV, la policía, las leyes, las reglas y toda la sociedad de esclavos que acepta este sistema.

Después de lo que pasó, a los políticos del partido verde que vinieron para darme su pésame y para tranquilizarme no se les ocurrió nada mejor que decirme que 'ahora seguramente todo se va a resolver más rápido, ahora todos van a seguir con más atención el proceso y pronto te darán arresto domiciliario.

Me quedé sin palabras, pero pude preguntarles si se necesita de la muerte de una persona para conmover a un pedazo de mierda, en este caso el juez».
—Soledad Rosas

Miles de manifestantes en Italia protestaron por su encarcelamiento. En fotografías ampliamente difundidas, Rosas aparece con la cabeza rapada y esposada, mostrando el dedo del medio a la prensa mientras los Carabinieri la sacan del Palacio de Justicia de Turín.
Tras la muerte de Massari, Rosas fue puesta en arresto domiciliario en mayo y trasladada a Sottoiponti, una granja e instalación para pacientes con sida y recuperación de adicciones en Bene Vagienna. Fue visitada por su familia y sus amigos italianos. Ella insistió en su inocencia y planeó permanecer en Italia. A menos que la fiscalía pudiera presentar un caso sólido, Rosas y Pelissero serían puestos en libertad el 5 de septiembre. En cambio, el 6 de julio, la fiscalía los acusó de incendio premeditado y robo.
Rosas se ahorcó con una sábana el 11 de julio de 1998. Fue incinerada y sus restos fueron devueltos a Argentina en una urna de plata.

## Secuelas
El encarcelamiento y las muertes de Massari y Rosas movilizaron a la comunidad anarquista italiana. Rosas fue considerada un héroe entre los ocupantes ilegales y se convirtió en un ícono del movimiento anarquista italiano. Tras la muerte de Rosas, se enviaron cartas bomba a varios funcionarios.
El caso legal contra Rosas se vio empañado por la manipulación de pruebas, incluida la edición de las conversaciones de los activistas en un intento de vincularlos con el grupo Luppi Griggi. Un arsenal policial que alegaron haber encontrado en la okupación de Turín nunca se concretó, y quedó probado que Rosas no estaba en el país cuando se produjo el incendio provocado. Tanto Rosas como Massari fueron absueltos. Pelissero permaneció en prisión hasta 2002 cuando el caso fue sobreseído debido a inconsistencias en las pruebas presentadas.

## En la cultura popular
Martín Caparrós escribió en 2003 el libro Amor y anarquía, la vida urgente de Soledad Rosas sobre Rosas. En el libro, Caparrós reconstruye la vida de Rosas a partir de sus diarios y cartas, así como de conversaciones con su familia y okupas de Italia.
La película argentina de 2018 Soledad de Agustina Macri, hija del presidente de Argentina Mauricio Macri, presenta a Vera Spinetta como Rosas. La película se estrenó junto con la traducción al italiano del libro de Caparrós, ambos boicoteados por la comunidad anarquista italiana. La película ganó el Premio Principal en el Festival de cine de Barcelona.
El grupo She-Devils le dedicó una canción titulada «L'ultimo gesto di liberazione», cuya letra trata de la carta que escribió Rosas en prisión.
Andrea Álvarez compuso la canción «40 minutos» inspirada en la historia de Soledad. La misma fue grabada primero con su banda Pulsomadre (versión que posee un videoclip) y luego regrabada para su disco solista homónimo de 2001.
La canción ¡Esto es to-to-todo, amigos! del álbum Último Bondi a Finisterre del grupo de rock argentino Patricio Rey y sus Redonditos de Ricota dice en una línea: «La Sole se fue de lo linda que era».